# Кампертоньо
Кампертоньо (італ. Campertogno, п'єм. Campertògn) — муніципалітет в Італії, у регіоні П'ємонт, провінція Верчеллі.
Кампертоньо розташоване на відстані близько 570 км на північний захід від Рима, 90 км на північ від Турина, 65 км на північний захід від Верчеллі.
Населення — 235 осіб (2014).
Щорічний фестиваль відбувається 25 липня. Покровитель — San Giacomo.

## Демографія
Населення за роками:

Станом на 1 січня 2023 року в муніципалітеті офіційно проживало 5 іноземців з 4 країн, серед них 2 громадяни країн Євросоюзу та 1 громадянин України.

## Сусідні муніципалітети
- Боччолето
- Моллія
- Пйоде
- Расса
- Рива-Вальдоббія
- Скопелло